# Cuba en los Juegos Olímpicos de Montreal 1976
Cuba estuvo representada en los Juegos Olímpicos de Montreal 1976 por un total de 156 deportistas, 132 hombres y 24 mujeres, que compitieron en 14 deportes.
El portador de la bandera en la ceremonia de apertura fue el boxeador Teófilo Stevenson.

## Medallistas
El equipo olímpico cubano obtuvo las siguientes medallas:
| Nombre               | Deporte   | Competición    |
| -------------------- | --------- | -------------- |
| Oro                  |           |                |
| Alberto Juantorena   | Atletismo | 400 m M        |
| Alberto Juantorena   | Atletismo | 800 m M        |
| Jorge Hernández      | Boxeo     | 48 kg M        |
| Ángel Herrera        | Boxeo     | 57 kg M        |
| Teófilo Stevenson    | Boxeo     | +81 kg M       |
| Héctor Rodríguez     | Judo      | –63 kg M       |
| Plata                |           |                |
| Alejandro Casañas    | Atletismo | 110 m vallas M |
| Ramón Duvalón        | Boxeo     | 51 kg M        |
| Andrés Aldama        | Boxeo     | 63,5 kg M      |
| Sixto Soria          | Boxeo     | 81 kg M        |
| Bronce               |           |                |
| Rolando Garbey       | Boxeo     | 71 kg M        |
| Luis Felipe Martínez | Boxeo     | 75 kg M        |
| Equipo               | Voleibol  | Torneo M       |